# Christopher Sutton
Christopher Sutton (Caringbah, Sydney, 10 de setembre de 1984) va ser un ciclista australià, professional des del 2006.
És fill de Gary Sutton, antic ciclista professional i entrenador al New South Wales Institute of Sport.
En el seu palmarès destaquen algunes victòries en clàssiques franceses com la Cholet-Pays de Loire i la Châteauroux Classic de l'Indre i en la clàssica flamenca Kuurne-Brussel·les-Kuurne, el 2011. També el 2011 aconseguí el que fins ara és la seva victòria més important, una etapa a la Volta a Espanya.

## Palmarès en pista
- 2004
  -  Campió d'Austràlia de puntuació
- 2005
  -  Campió d'Austràlia de Madison

## Palmarès en ruta
- 2003
  - Vencedor d'una etapa de la Bay Classic Series
- 2005
  - **  Campió d'Austràlia en ruta sub-23
  - 1r al Gran Premi Liberazione
  - 1r a la Coppa G. Romita
- 2006
  - 1r a la Cholet-Pays de Loire
- 2007
  - 1r a la Châteauroux Classic de l'Indre
  - Vencedor d'una etapa del Circuit de La Sarthe
  - Vencedor d'una etapa del Tour du Poitou-Charentes
- 2008
  - 1r a la Delta Tour Zeeland
- 2009
  - Vencedor de 3 etapes del Herald Sun Tour
  - Vencedor d'una etapa del Tour of Britain
- 2010
  - 1r a la Bay Cycling Classic
  - Vencedor d'una etapa del Tour Down Under
  - Vencedor d'una etapa del Brixia Tour
- 2011
  - 1r a la Kuurne-Brussel·les-Kuurne
  - Vencedor d'una etapa de la Volta a Espanya
  - Vencedor d'una etapa del Tour de Valònia Picardia

### Resultats al Giro d'Itàlia
- 2008. Fora de control (16a etapa)
- 2010. 133è de la classificació general
- 2014. 153è de la classificació general

### Resultats a la Volta a Espanya
- 2011. 163è de la classificació general. Vencedor d'una etapa